# Xunqueira de Espadanedo
Xunqueira de Espadanedo är en kommun i Spanien. Den ligger i provinsen Ourense i den autonoma regionen Galicien i nordvästra delen av landet, 400 km nordväst om huvudstaden Madrid. Antalet invånare är 673 (2024). Arean är 27,65 kvadratkilometer.